# Баджо, Фабио
Фабио Баджо (итал. Fabio Baggio; род. 15 января 1965, Бассано-дель-Граппа, Италия) — итальянский куриальный кардинал, калабринианин. Заместитель секретаря Дикастерии по содействию целостному человеческому развитию с 23 апреля 2022. Титулярный архиепископ Уруси с 31 октября по 7 декабря 2024. Кардинал-дьякон с титулярной диаконией Сан-Филиппо-Нери-ин-Эурозия с 7 декабря 2024.

## Ранние годы и образование
Фабио Баджо родился 15 января 1965 года, в Бассано-дель-Граппа, в провинции и епархии Виченцы. Всего в 11 лет он поступил в малую семинарию миссионеров Сан-Карло в Институте Скалабрини-Тирондолы в Бассано-дель-Граппа, где он начал своё обучение и закончил среднюю и старшую школу.

## Священническое образование и служение
Свое религиозное служение он начал в 1991 году и был рукоположен в священники 11 июля 1992 года. Баджо получил степень бакалавра теологии в Папском Григорианском университете в Риме, где он также получил лиценциат, а в 1998 году — степень доктора теологии по истории церкви со специализацией по новой истории.
С 1995 года по 1997 год находился в Чили, в Сантьяго-де-Чили, где, помимо осуществления пастырского служения, с 1994 года по 1996 год был советником епископской комиссии по миграции Чили (INCAMI). Затем он переехал в Буэнос-Айрес в Аргентине, где с 1997 года по 2002 год возглавил департамент миграции рхиепархии Буэнос-Айреса. В 1999 году ему была назначена роль национального секретаря Папского общества по распространению веры из миссионеров Папских обществ Аргентины. Его деятельность в защиту мигрантов продолжалась с 2002 года по 2010 год в Маниле, Филиппины, в качестве директора Миграционного центра Скалабрини (SMC) и Азиатско-Тихоокеанского миграционного журнала (APMJ) (APMJ).

### Занятые позиции
Выступает за открытие легальных дверей для мигрантов и беженцев.

## Академическая карьера
С 1999 года по 2010 год Фабио Баджо преподавал в университете Сальвадора в Буэнос-Айресе, в Богословском институте Сан-Паулу в Бразилии, в университете Атенео-де-Манила и в Богословской школе Мэрихилл (MST) в Кесон-Сити, на Филиппинах. С 2000 года он является приглашённым профессором, а с 2010 года — директором Международного института миграции Скалабрини (SIMI), основанного миссионерами Сан-Карло, с 2010 года — неотъемлемой частью богословского факультета Папского Урбанианского университета, где в 2013 году он стал профессором и деканом Международного института миграции Скалабрини.

## Художественная карьера
Фабио Баджо — композитор духовной и литургической музыки, известный своей деятельностью в жанре христианской и госпел-музыки. Среди его работ такие песни, как «Гимн любви», «Я люблю тебя, Господь» и «Аллилуйя, Господь воскрес». Он сотрудничал с такими артистами, как Франческо Бутаццо и Сандро Стаккьотти, записывая различные альбомы религиозной музыки, в том числе «Alleluia è risurto» и «Come il buon samaritano». Он публиковался в основном в Edizioni Paoline.

## Римская курия
14 декабря 2016 года Фабио Баджо был назначен Папой Франциском заместителем секретаря секции по делам мигрантов и беженцев Дикастерии по содействию целостному человеческому развитию вместе со священником Майклом Черни, впоследствии возведённым в кардиналы.
23 апреля 2022 года Папа назначает отца Баджо заместителем секретаря дикастерии, он был утверждён ответственным за секцию по делам мигрантам и беженцам, и ему были поручены специальные проекты
2 февраля 2023 года Папа Франциск назначил отца Баджо прямым контактным лицом и генеральным директором Центра высшего образования Лаудато Си.

## Кардинал
6 октября 2024 года во время Ангелуса Папа Франциск объявил Фабио Баджо в числе новых кардиналов, которых он собирается назначить на консистории от 8 декабря этого года, дата была позднее была перенесена на 7 декабря. 
Во время аудиенции генерального капитула миссионеров Сан-Карло 28 октября 2024 года Папа Франциск сообщил, что хотел назначить его кардиналом на предыдущих консисториях, но Баджо был против; «Теперь, из послушания, я сделал это» . 31 октября понтифик назначил его титулярным архиепископом Уруси.